# Kostel svatého Martina (Vidim)
Kostel svatého Martina ve Vidimi je římskokatolický farní kostel ve středočeské obci Vidim.  Tato pseudogotická sakrální stavba (s napodobením rané gotiky) z roku 1878 je od roku 1987 chráněna jako kulturní památka.

## Historie

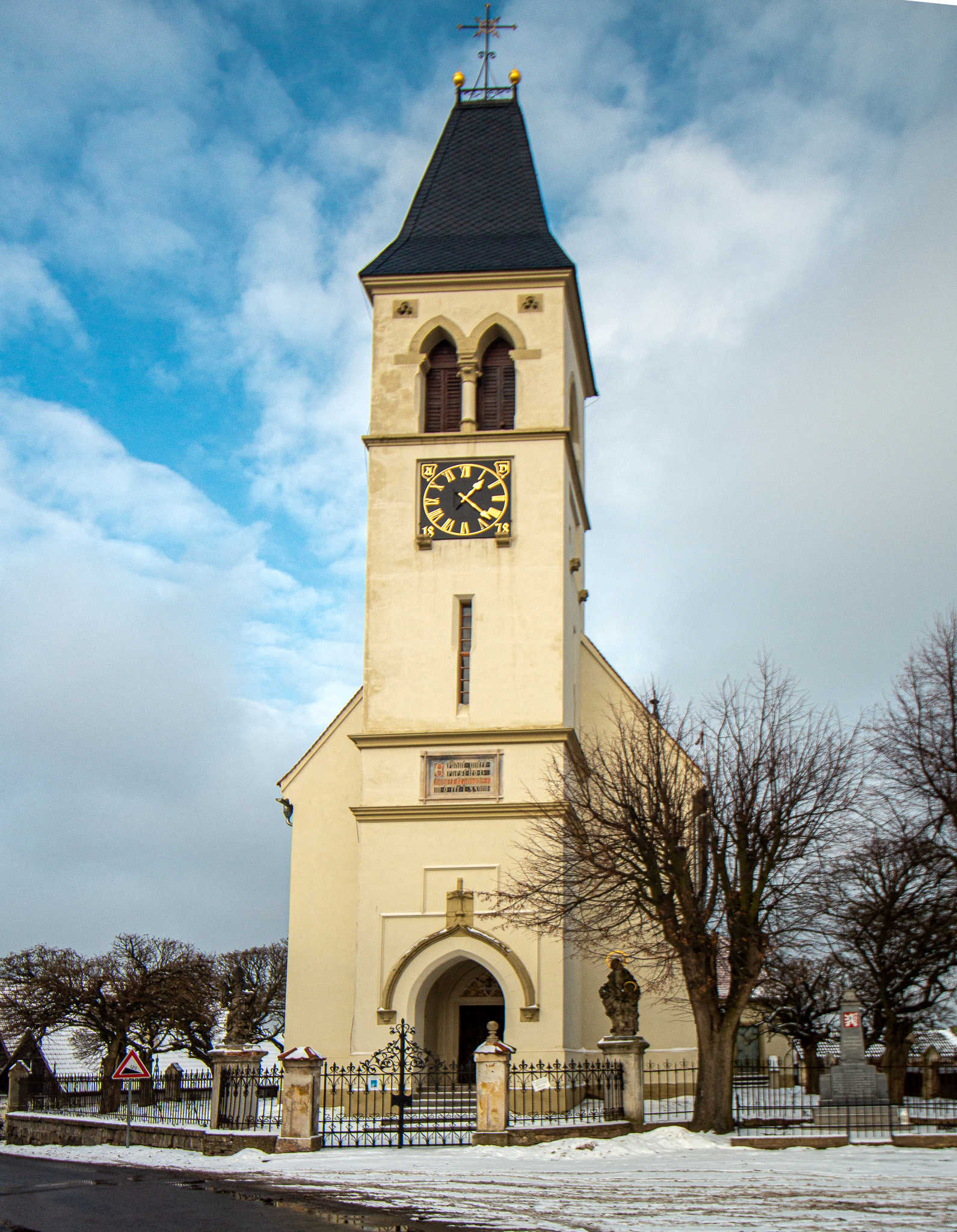
Průčelí kostela ve Vidimi

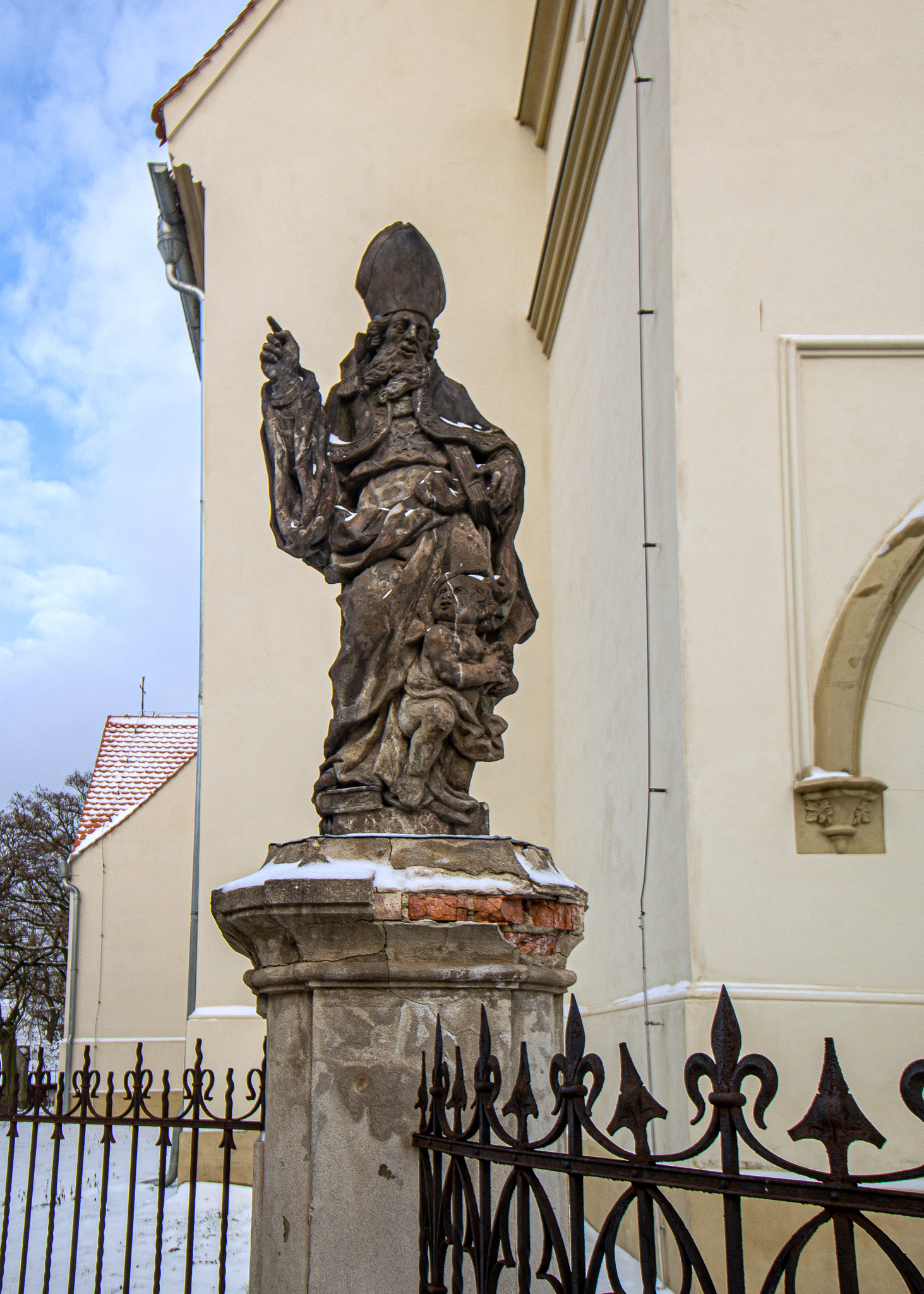
Socha sv. Augustina před kostelem ve Vidimi

Kostel byl postaven v roce 1878 na místě staršího středověkého kostela.

## Architektura
Jedná se o jednolodní, obdélnou stavbu s trojboce uzavřeným presbytářem a západní věží. Uvnitř má kostel plochý strop.

## Zařízení
Kostel má pseudogotické zařízení. Na kruchtě se nacházejí dva barokní obrazy sv. Aloise a sv. Antonína Paduánského ze 2. poloviny 18. století. V kostele je obraz poprsí sv. Maří Magdalény z období kolem poloviny 18. století. Drobný oltář je zřejmě rokokový. Ze zrušené zámecké kaple byl do kostela přenesen obraz Bolestné Panny Marie a sochy svou andělů z období kolem roku 1740. Dále jsou v kostele obrazy sv. Augustina a druhého světce ze 2. poloviny 19. století. V sakristii je barokní skříň z období kolem roku 1700.

## Okolí kostela
Při silnici k Tupadlům se nachází pseudobarokně upravená kaple sv. Václava. V kaple není zařízení. Před kostelem je socha sv. Augustina a sv. Anny z období kolem roku 1740. Na návsi je socha sv. Jana Nepomuckého z období kolem roku 1700. Ve skále pod kostelem je tesaný reliéf Ukřižování ze 2. poloviny 17. století. Při silnici k Tupadlům ve druhém kopci za obcí je ve skále tesaný reliéf Ukřižování, který pochází rovněž ze 2. poloviny 17. století. Je podobného typu jako v Dobřeni a v Deštné.